# Алмасора
Алмасора, Альмасора (валенс. Almassora, ісп. Almazora, офіційна назва Almassora/Almazora) — муніципалітет в Іспанії, у складі автономної спільноти Валенсія, у провінції Кастельйон. Населення — 25 628 осіб (2010).

## Географія
Муніципалітет розташований на відстані близько 310 км на схід від Мадрида, 4 км на південь від міста Кастельйон-де-ла-Плана.
На території муніципалітету розташовані такі населені пункти: (дані про населення за 2010 рік)
- Альмасора: 23363 особи
- Полігоно-Індустріаль: 129 осіб
- Ла-Плая: 1950 осіб
- Ла-Уерта: 81 особа
- Ель-Секано: 105 осіб

## Демографія
Динаміка населення (INE ):

## Галерея зображень

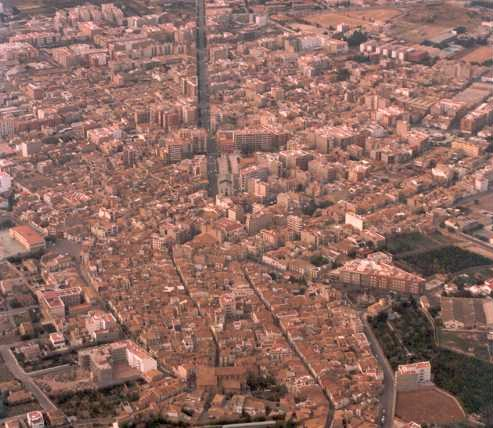
Алмасора згори
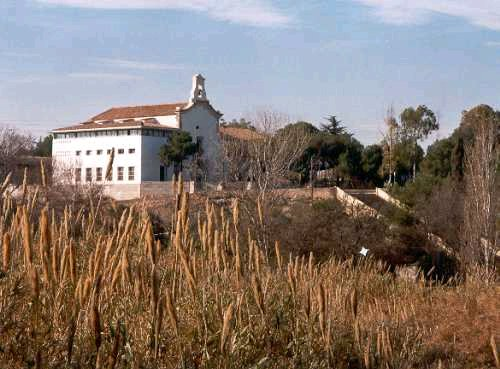
Каплиця Санта-Кітерія